# Can Guarino
Can Guarino (anomenat també de vegades Can Gorino) és una casa del municipi del Masnou protegida com a bé cultural d'interès local. És una gran residència d'estiueig de tipus classicista francès projectada per Enric Sagnier l'any 1906. La casa també es va anomenar Torre Villamar.

## Descripció
Edifici neoclàssic de clares influències franceses. Està format, bàsicament, per dos cossos perpendiculars coronats per mansardes recobertes amb pissarra. Consta d'una planta baixa, dos pisos i un soterrani. Interiorment, totes les habitacions es troben comunicades entre si, de manera que com a mínim hi ha dues portes d'accés. A tota la planta baixa s'utilitza l'arc per a sostenir porxos, i al segon i tercer pis, les balustrades. L'acabament superficial dels paraments és un estucat llis a excepció de relleus en franges horitzontals en certs trams concrets com cantonades, torre i planta baixa. A l'interior destaca el menjador i la capella. El conjunt està envoltat per un gran jardí, una terrassa semicircular amb barana de balustres, una bassa ornamental, l'entrada i la casa dels masovers.

## Història
L'any 1900, Ricard Guarino i Ubiñana havia comprat ja la totalitat del terreny que ocuparia l'edifici, construït possiblement l'any 1906, i que ocuparia 60.188,85 m². Ricard Guarino es va casar el 1895 amb Camila Mulleras i Pons. Tingueren dos fills: Camila i Ricard. Ricard Guarino i Mulleras es va casar amb Rita Garcia i Estaper (de Can Sors). Com que no van tenir fills, l'hereu va ser el seu nebot Josep Garcia Sensat.